# وليام سايمون
وليام إدوارد سايمون (بالإنجليزية: William Edward Simon)‏ (و. 1927 – 2000 م) هو سياسي من الولايات المتحدة الأمريكية . ولد في باترسون . تولى منصب وزير الخزانة الأمريكي الثالث والستين لثلاث سنوات، حيث تم تعيينه في 9 مايو 1974 خلال إدارة نيكسون، وبعد استقالة الأخير قام نائبه جيرالد فورد بإعادة تعيينه، وظل في المنصب حتى تولي الرئيس جيمي كارتر منصبه في 22 يناير 1977) .
وهو عضو في الحزب الجمهوري. وخارج الحكومة كان رجل أعمال ناجحا ومحسنا. وترأس مؤسسة ويليام إي سيمون. وكان داعما قويا لرأسمالية عدم التدخل. وكتب: «لا يوجد سوى نظام اجتماعي واحد يعكس سيادة الفرد: السوق الحرة أو الرأسمالية».
توفي في سانتا باربارا، كاليفورنيا .

## التعليم
تعلم في كلية لافاييت.
| المناصب السياسية | المناصب السياسية                  | المناصب السياسية         |
| ---------------- | --------------------------------- | ------------------------ |
| سبقه جورج شولتز  | وزير الخزانة الأمريكي 1974 - 1977 | تبعه جورج مايكل بلومنتال |

## روابط خارجية
- وليام سايمون على موقع مونزينجر (الألمانية)
- وليام سايمون على موقع إن إن دي بي (الإنجليزية)
- وليام سايمون على موقع أوليمبيديا (الإنجليزية)